# Pseudohomonyx borneensis
Pseudohomonyx borneensis är en skalbaggsart som beskrevs av Gilbert John Arrow 1908. Pseudohomonyx borneensis ingår i släktet Pseudohomonyx och familjen Dynastidae. Inga underarter finns listade i Catalogue of Life.